# Parafia św. Marii Magdaleny w Pieszkowie
Parafia św. Marii Magdaleny w Pieszkowie – parafia Kościoła rzymskokatolickiego w Pieszkowie.
Parafia istnieje od XIV, kiedy to założono wieś i wybudowano gotycki kościół. W czasach reformacji kościół przejęli ewangelicy. W wieku XVI i XVII kazania wygłaszano po polsku. W końcu XVI w. pastorem był Walenty z Dąbrowy, współautor polskiego śpiewnika ewangelickiego. W 1945 r. świątynię przejęli katolicy a kościół konsekrowano pw. Św. Magdaleny. 